# Frits Van den Berghe
Frits Van den Berghe (3. dubna 1883 – 23. září 1939) byl belgický expresionistický a surrealistický malíř a ilustrátor.

## Život

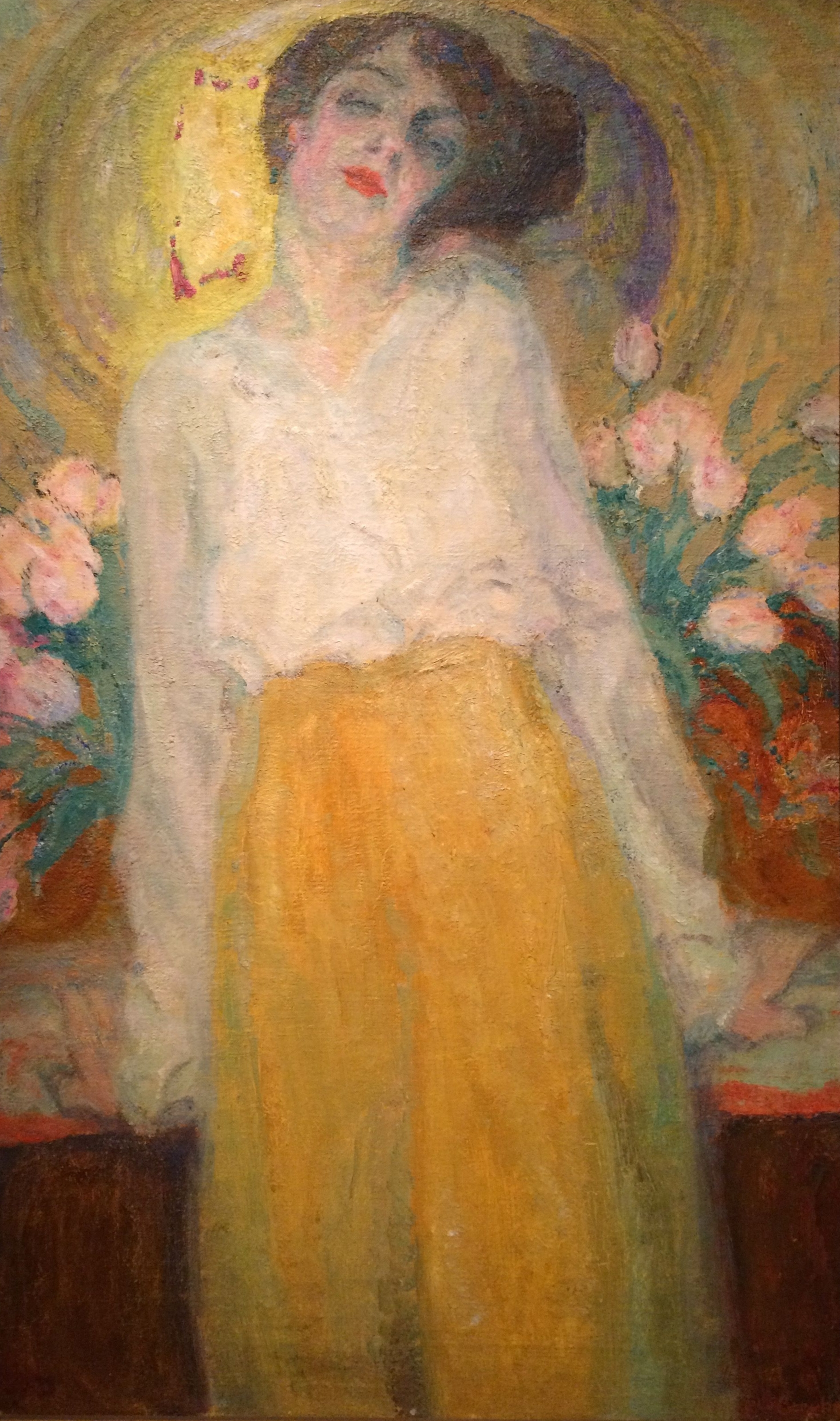
Portrét Stelly van de Wiele

Narodil se v Gentu, kde jeho otec působil jako knihovník na Gentské univerzitě. Vystudoval Královskou akademii výtvarných umění u Jeana Delvina. V roce 1904 odešel na doporučení svého kolegy malíře Alfonse Dessenise na pobyt do umělecké kolonie v Sint-Martens-Latem. Tam se seznámil s Albertem Servaesem, Gustavem De Smetem a Constantem Permekem. Společně založili takzvanou Latemskou školu expresionistického malířství a získali také celoživotní podporu novináře a propagátora umění Paula-Gustava van Heckeho.
V roce 1907 se oženil a stal se profesorem na Akademii v Gentu. O několik let později narušil jeho rodinný život i uměleckou kariéru vztah s herečkou Stellou van de Wiele. V roce 1914 z akademie odešel a strávil šest měsíců ve Spojených státech.
Během první světové války uprchl do Nizozemska. Společně se Stellou a De Smetem procestoval umělecké kolonie v Amsterdamu, Blaricum a Larenu, kde krátce vyučoval. V roce 1922 se vrátil do Belgie, kde žil s De Smetem a Permekem ve městě Ostende. Následně začal hodně cestovat a hledat inspiraci.
Později strávil nějaký čas v Bruselu, ale velká hospodářská krize prakticky zlikvidovala trh s jakýmkoli moderním uměním, proto se vrátil do Gentu, kde se stal ilustrátorem socialistických novin Vooruit. Pracoval pro ně až do své smrti.
Zemřel 23. září 1939 v rodilém Gentu.

## Dílo

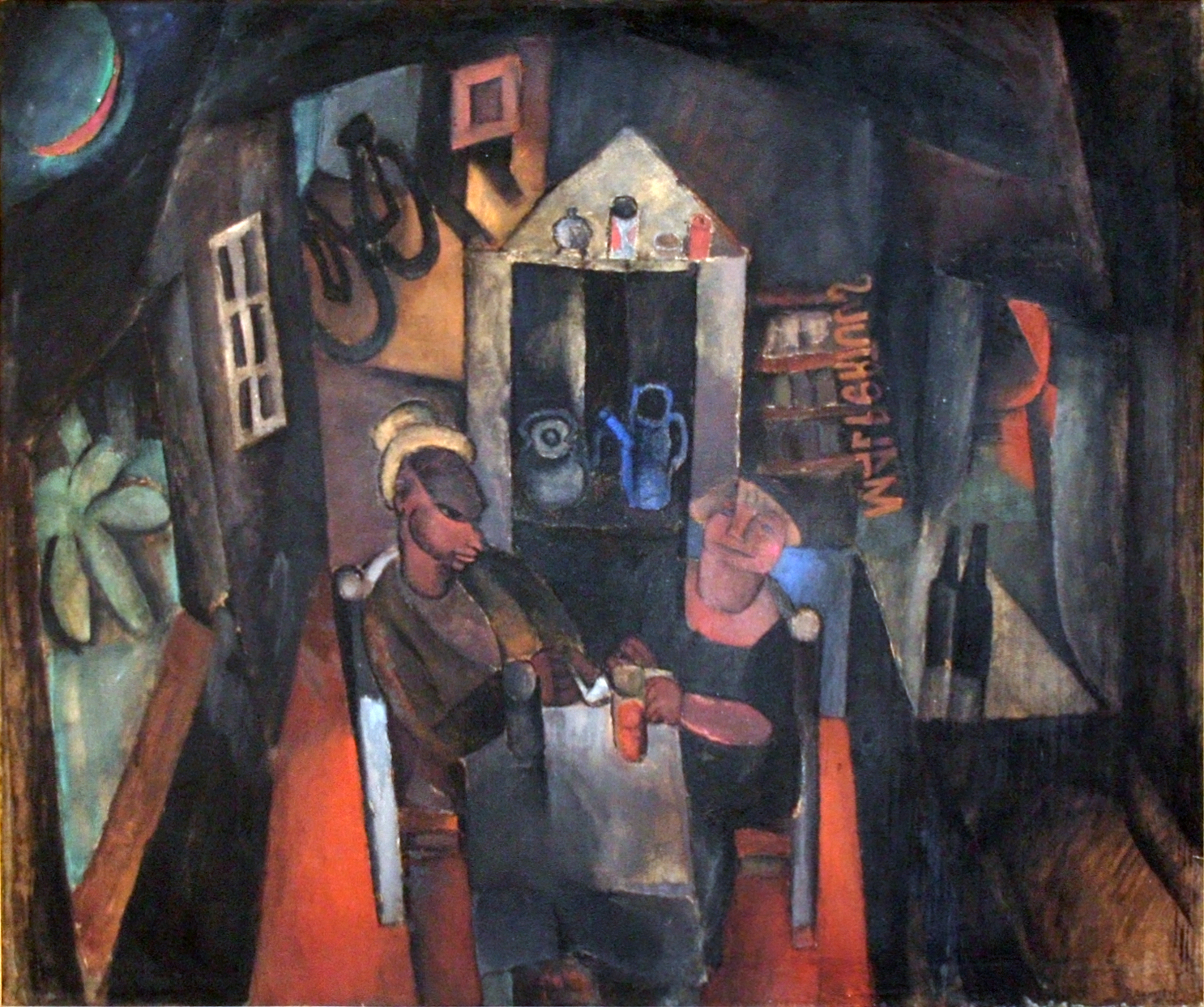
Maleperduis
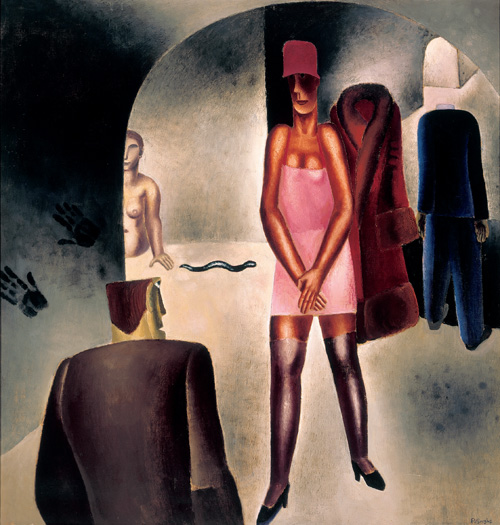
Corridors
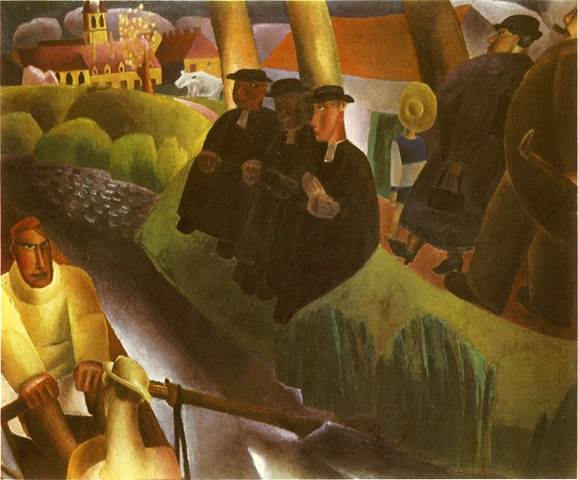
Sunday
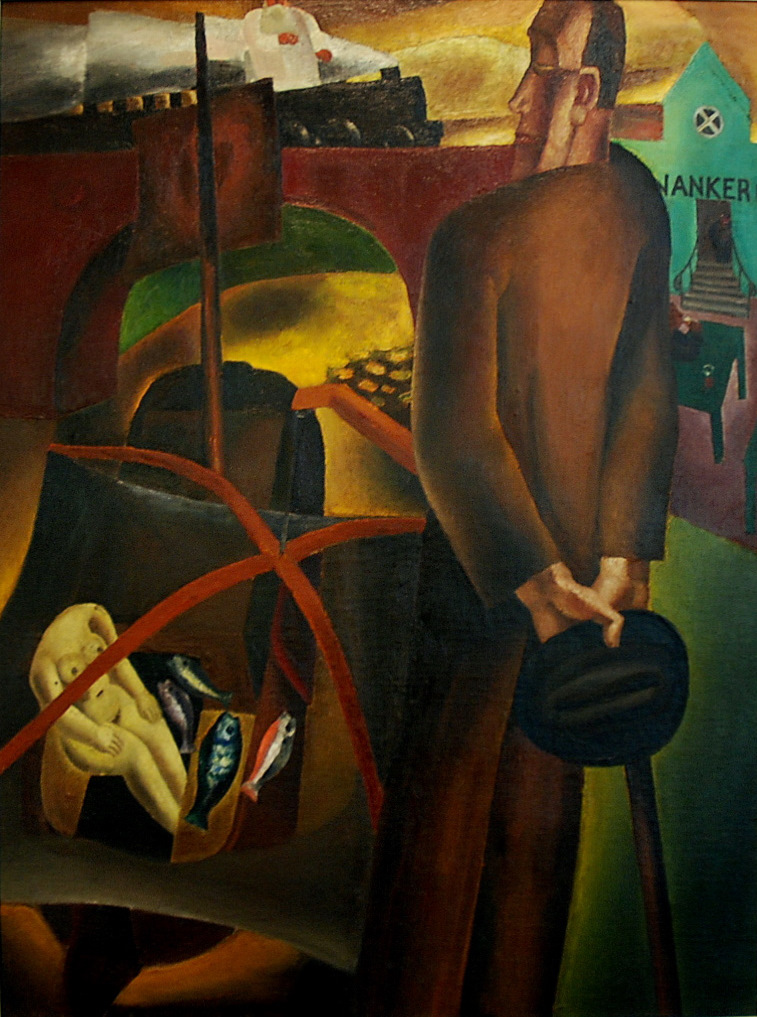
Eternal Wanderer